# بش قارداش ۱
بش قارداش ۱ مربوط به عصر مفرغ جدید - عصر آهن قدیم است و در شهرستان بجنورد، بخش مرکزی، دهستان الاداغ، ۶۰۰ متری شمال شرق روستای مرز واقع شده و این اثر در تاریخ ۲۶ اسفند ۱۳۸۷ با شمارهٔ ثبت ۲۶۱۸۹ به‌عنوان یکی از آثار ملی ایران به ثبت رسیده است.